# Alfred Chalk
Alfred Ernest Chalk  (Londres, 27 de novembro de 1874 - 25 de junho de 1954) foi um futebolista britânico, campeão olímpico.
Competiu nos Jogos Olímpicos de Verão de 1900 em Paris. Ele ganhou a medalha de ouro como membro do Upton Park Football Club, que representou a Grã-Bretanha nos Jogos.